# Arctia fulminans
Arctia fulminans là một loài bướm đêm thuộc phân họ Arctiinae, họ Erebidae.